# Шамотулы
Шамотулы (пол. Szamotuły)  —  город  в Польше, входит в Великопольское воеводство,  Шамотульский повят.  Имеет статус городско-сельской гмины. Занимает площадь 10,11 км². Население — 18 778 человек (на 2005 год).

## История

### Известные шамотульцы
- Вацлав из Шамотул (1526 или 1529—1567 или 1568) — композитор, представитель восточноевропейского Возрождения.
- Викентий из Шамотул — познанский воевода и генеральный староста Великой Польши, живший в XIV веке[1].
- Ксавер Шарвенка (1850—1924) — немецкий пианист, композитор и музыкальный педагог.